# Burg von Porte-du-Scex

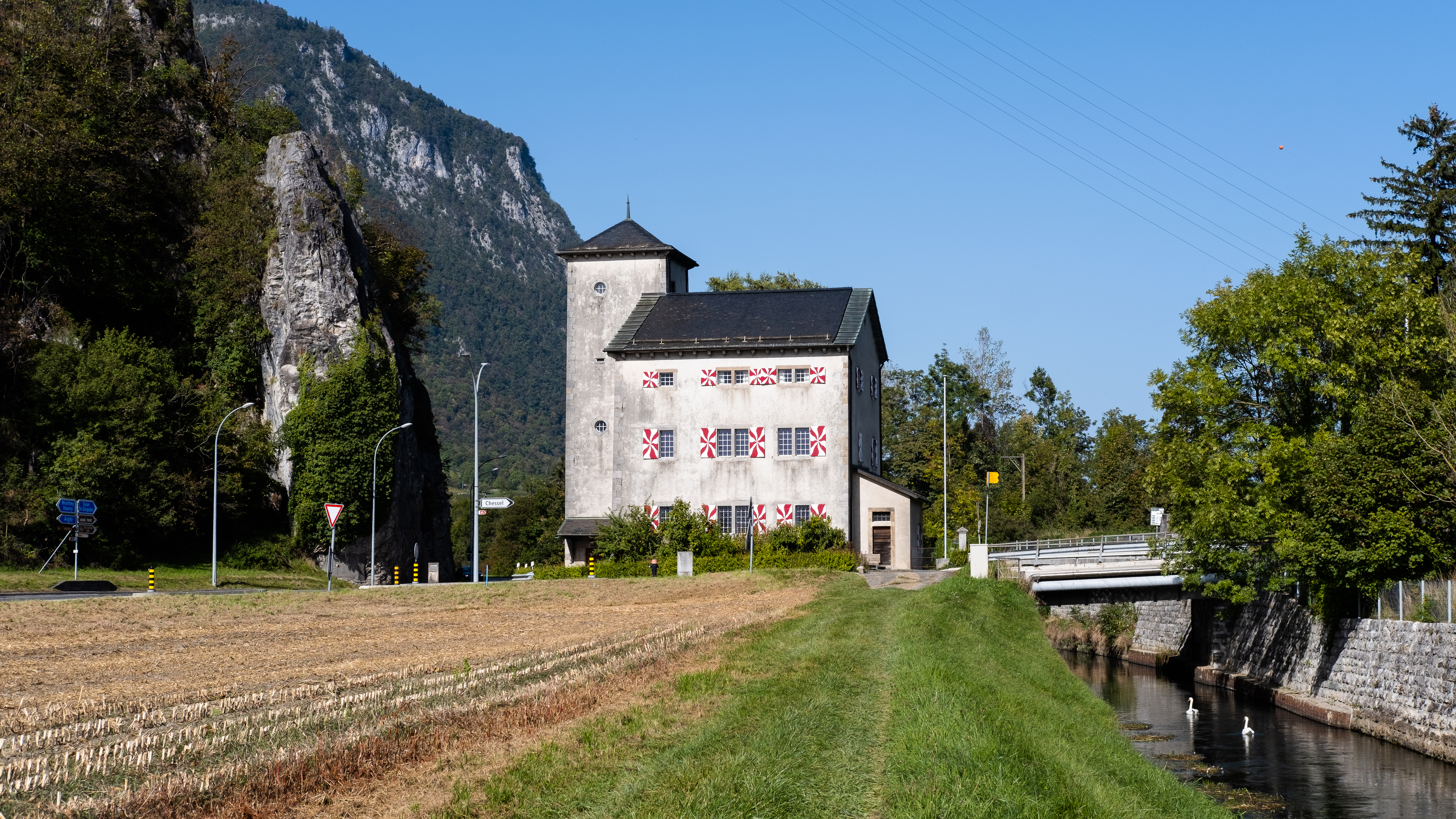
Die Burg von Porte-du-Scex

Die Burg von Porte-du-Scex ist ein Teil einer ehemaligen Befestigungsanlage bei der Örtlichkeit Porte-du-Scex in der Gemeinde Vouvry im schweizerischen Kanton Wallis. Heute wird das Bauwerk als Ausstellungsort benutzt.

## Geografie
Die Stelle liegt einen Kilometer nördlich des Dorfes Vouvry am linken Rand der Rhonebene. Zwischen einem markanten, etwa 60 Meter hohen Felsvorsprung am Fuss der Chablais-Voralpen und unterhalb von Chavalon auf der einen und der Rhone auf der anderen Seite ist nur eine schmale Passage frei geblieben, durch welche heute knapp nebeneinander die Hauptstrasse 21 von Vouvry nach Le Bouveret, der im 19. Jahrhundert verlängerte Stockalperkanal und die 1859 eröffnete Bahnstrecke Saint-Gingolph–Saint-Maurice führen.

## Geschichte
Vor dem modernen Ausbau der Strasse im 20. Jahrhundert war das Engnis zwischen der Felswand und der Rhone mit einer Wehrmauer in der Art einer Letzi gesperrt, die ein verschliessbares Tor an der alten Landstrasse besass. Daher hat der Ort den Namen Porte-du-Scex, was auf Deutsch «Tor des Felsens» heisst; scex (auch scé oder sé geschrieben) von lat. saxum ist das frankoprovenzalische Wort für «Fels».

Porte-du-Scex im 19. Jahrhundert, vor der Ersten Rhonekorrektion

Wann die Sperrmauer und die erste daran anschliessende Burg errichtet wurden, ist unbekannt. Ob es sich bei der Anlage ursprünglich um eine einfache Mauer vergleichbar der Landmauer Gamsen im Oberwallis handelte oder ob von Anfang an ein burgähnliches Gebäude neben dem Tor stand, ist wegen der späteren Umbauten nicht mehr festzustellen. Die im Jahr 1974 bei archäologischen Ausgrabungen gefundenen Mauerreste ergeben kein sicheres Bild der ältesten Gebäude.
Einige römischen Münzen könnten darauf hinweisen, dass schon in der Antike eine Siedlung an der gleichen Stellung lag. Damals hatte der Genfersee wohl eine grössere Fläche, und das Seeufer dürfte noch näher bei Porte-du-Scex gelegen haben als heute. Die Anlage befand sich im Mittelalter in der Landschaft Chablais, die einer der grossen Herrschaftsbereiche der Grafen und später Herzöge von Savoyen war. Zeitweise diente die Sperre im Engnis Port-du-Scex der savoyischen Landesverwaltung als Zollstelle für den Verkehr aus dem Raum Genf in das Wallis. Bei der Burg lag ein Umschlaghafen für Schiffe, die bei gutem Wind vom Genfersee über die Rhone bis hierhin hinauffahren konnten. Seit dem 14. Jahrhundert sind die Herren von Tavelli als Lehensträger auf der Burg erwähnt. 1358 verlieh ihnen Graf Amadeus VI. zudem das Recht, als Viztume des Bischofs von Sitten bei der Burg eine Richtstätte zu bauen.
Als nach der Reformation der Konflikt zwischen Savoyen und der Stadt Genf stärker wurde, liess die Stadt Bern im Jahr 1536 die savoyische Waadt erobern, und zur gleichen Zeit annektierten die Walliser das Gebiet südlich des Genfersees. Nun lag Porte-du-Scex im Untertanengebiet des Wallis, und  von 1591 bis 1609 wurde die Burg beim Tor von Grund auf neu errichtet. Zeitweise residierte der Kastlan des neuen Walliser Untertanengebiets auf Porte-du-Scex. 1671 war das Kloster Saint-Maurice im Besitz der Zollstelle. Der Landrat des Wallis liess die Burganlage von 1673 bis 1678 wiederum durch einen Neubau ersetzen. Dabei erhielt das Bauwerk im Wesentlichen die heute noch vorhandene Gestalt.
Um 1820 baute der Kanton Wallis einen kleinen Annex auf der Fläche zwischen dem Treppenturm und dem Hauptgebäude. Als Ersatz für die alte Rhonefähre entstand eine einfache Holzbrücke über den Fluss. In der Mitte des 19. Jahrhunderts wurde die Zugbrücke vor dem Strassentor entfernt, und auch Teile der Mauern verschwanden, als der Stockalperkanal weiter talabwärts verlängert und die Bahnlinie gebaut wurden. Der Kanton Wallis richtete im Bauwerk einen Polizeiposten ein. Bei der schweren Überschwemmung im Rhonetal vom 10. Juli 1902 stürzte die Nordostfassade des Hauses neben dem Stockalperkanal ein, und diese Seite des Gebäudes wurde auf einem verkleinerten Grundriss wieder aufgebaut. Um 1905 bauten die Kantone Wallis und Waadt als Ersatz für die vom Hochwasser zerstörte ältere Holzbrücke über die Rhone die neue Eisenbrücke bei Porte-du-Scex.

Die Sperranlage um 1900. Links neben der Burg der Stockalperkanal

Im Zweiten Weltkrieg errichtete die Schweizerische Armee bei der Burg im Vorgelände des Festungsgebiets Saint-Maurice die Sperrstelle Porte-du-Scex mit dem Fort d’infanterie de la Porte-du-Scex und Panzerhindernissen.
Bis 1967 befand sich eine Posten der kantonalen Gendarmerie in der Burg von Porte-du-Scex, die der Kanton Wallis in den 1970er Jahren für 1 Million Franken restaurieren liess. Gemäss einer Vereinbarung vom 10. September 1976 zwischen dem Kanton und der Gemeinde Vouvry übernahm diese den Unterhalt und die Verwaltung der Anlagen.
Um 1910 verzeichnete der Kanton Wallis das Gebäude als Baudenkmal von kantonaler Bedeutung.

## Architektur
Das seit dem Abbruch der Mauern und des Tores im Jahr 1937 frei zwischen der Strasse und dem Kanal stehende Gebäude besteht aus zwei schmucklosen Baukörpern.
Neben der Strasse erhebt sich der hohe quadratische Treppenturm, der den Zugang zu den Wehrgängen im Hauptbau, so wie früher auch über dem Strassentor, ermöglicht.
Östlich schliesst an den Turm ein mächtiges, dreistöckiges Wehr- und Wohngebäude an, das seit der Reparatur nach dem Hochwasser von 1902 um etwa einen Drittel kleiner ist als früher. Das Haus hat ein hohes Satteldach, die Form seiner kleinen Fensteröffnungen in der Südost- und der Nordostfassade zeigt die Entstehung des Bauwerks in der frühen Neuzeit an. Auf der Nordseite zum Genfersee hin hat die Festungsmauer auf der Höhe der Wehrgänge, die vom Treppenturm und vom Wohnteil aus zugänglich sind, mehrere Reihen kleiner horizontaler Schiessscharten. Die Südostseite des Baues ist als Wohnhaus eingerichtet. Das Bauwerk hat zwei Eingänge, der Haupteingang führt durch den Turm, und eine andere Türe durch einen kleinen, kanalseitigen Anbau in das Hauptgebäude.
Auf der Nordwestseite des Bauwerks lag einst vor der Mauer ein Graben als Annäherungshindernis.